# Andes nubilus
Andes nubilus är en insektsart som först beskrevs av Walker 1858.  Andes nubilus ingår i släktet Andes och familjen kilstritar. Inga underarter finns listade i Catalogue of Life.